# Orzew
Orzew (ukr. Оржів, Orżiw) – osiedle typu miejskiego na Ukrainie, w obwodzie rówieńskim, w rejonie rówieńskim, u ujścia rzeki Uście do Horynia.
W miejscowości znajduje się przystanek kolejowy Orzew i kombinat drzewny.

## Historia
Miejscowość powstała w XVI wieku.
W II Rzeczypospolitej miejscowość należała do gminy Klewań w powiatu rówieńskim, w województwie wołyńskim.
Podczas rzezi wołyńskiej do Orzewa ściągali polscy uchodźcy z okolicznych wsi licząc na ochronę niemieckiej załogi obsadzającej kombinat drzewny. Dzień po wycofaniu się Niemców Orzew został zaatakowany przez liczny oddział UPA, co spowodowało ewakuację Polaków do Klewania. Podczas ewakuacji zostało zabitych około 30 Polaków; napastnicy spalili osadę fabryczną.
W 1959 roku Orzew otrzymał status osiedla typu miejskiego.
W 1989 liczyło 4127 mieszkańców.
W 2013 liczyło 3885 mieszkańców.

## Galeria

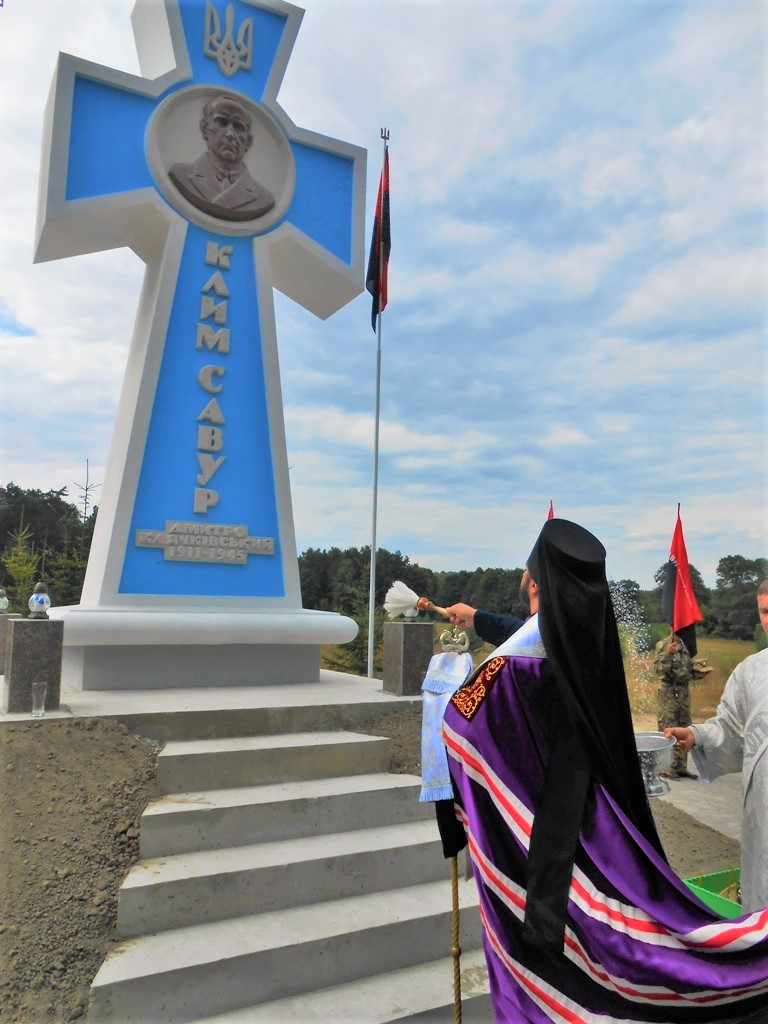
Pamiątkowy krzyż poświęcony Dmytrowi Klaczkiwskiemu
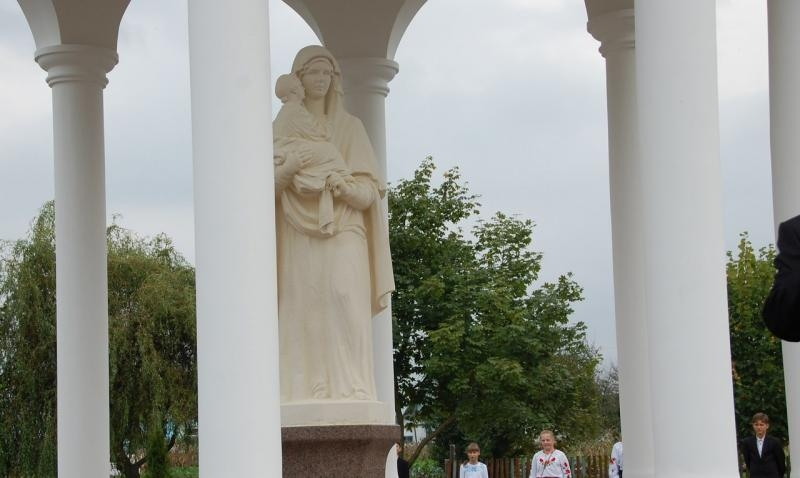
Rzeźba Matki Boskiej
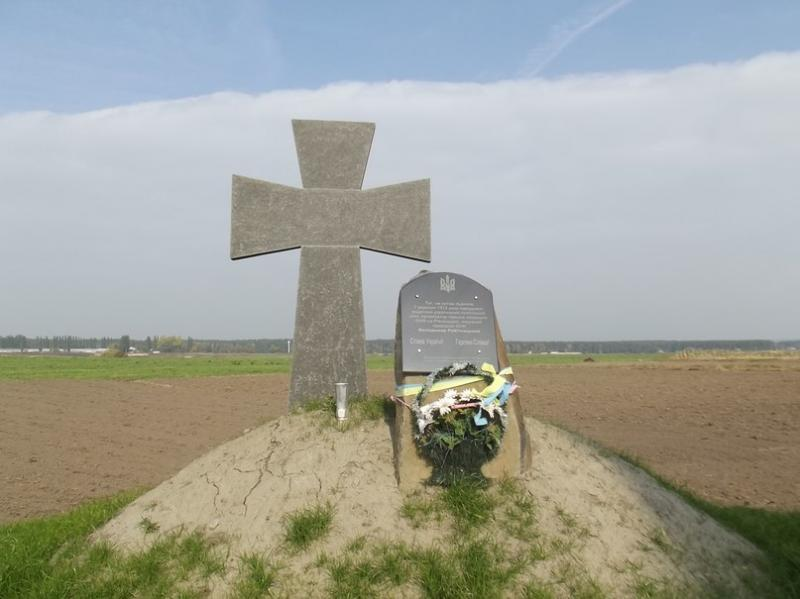
Upamiętnienie Serhija Kaczynskiego

## Zabytki
- cerkiew pw. Przemienienia Pańskiego (1770 r.)[7]